# Smack (digitale kunstenaars)
Smack is een Nederlands trio digitale kunstenaars bestaande uit Ton Meijdam, Thom Snels en Béla Zsigmond. In hun werk onderzoeken zij thema's zoals digitale identiteit, surveillancecultuur en het gedrag van de massa.
Meijdam, Snels en Zsigmond leerden elkaar kennen tijdens hun studie aan de Academie voor Kunst en Vormgeving St. Joost in Breda. In 2005 richtten ze Studio Smack op als platform voor hun gezamenlijke projecten in het digitale medium.

## Selectie van werken
- 2006 - Kapitaal, nam deel aan de Amsterdam Film eXperience.
- 2010 - Pimp My Planet, een sociaal geëngageerd werk dat werd bekroond bij de Dutch Design Awards[3] en de European Design Awards.
- 2016 - Witch Doctor, gemaakt in samenwerking met Floris Kaayk voor de Nederlandse rockband De Staat ; winnaar van de prijs voor Beste Animatie in een Videoclip bij de UK Music Video Awards.
- 2016 - Paradise, in opdracht van het Stedelijk Museum Breda ter gelegenheid van de vijfhonderdste verjaardag van De tuin der lusten, het meesterwerk van  Jheronimus Bosch.
- 2018 - Uitbreiding van Paradise met de twee zijpanelen Eden en Hell, met ondersteuning van Colección SOLO. Het totaal is de 21 meter lange installatie Speculum, een digitale herinterpretatie van De tuin der lusten.[4][5][6][7][8][9][10]

## Exposities
- 2017 - Solotentoonstelling Dreaming of Mass Behaviour, Festival Graphic Matters Breda.[11]
- 2021-2022 - Speculum tentoongesteld in het Matadero Madrid.[12][13][14][15]
- 2022 - Speculum getoond in Parijs tijdens de Nuit Blanche.[16]
- 2023 - Speculum maakte deel uit van de Triennale van het NGV Museum in Melbourne (Australië).[17][18]

Werk van Smack is ook tentoongesteld in de Colnaghi Gallery in Londen, KIAF Seoul en het Digital Art Center in Rotterdam.